# Mil Mi-2
El Mil Mi-2 (en ruso: Ми-2, designación OTAN: Hoplite) es un pequeño helicóptero de transporte militar ligeramente blindado que fue producido en Polonia desde 1965 a 1985 y puede ofrecer apoyo aéreo cercano.

## Diseño y desarrollo

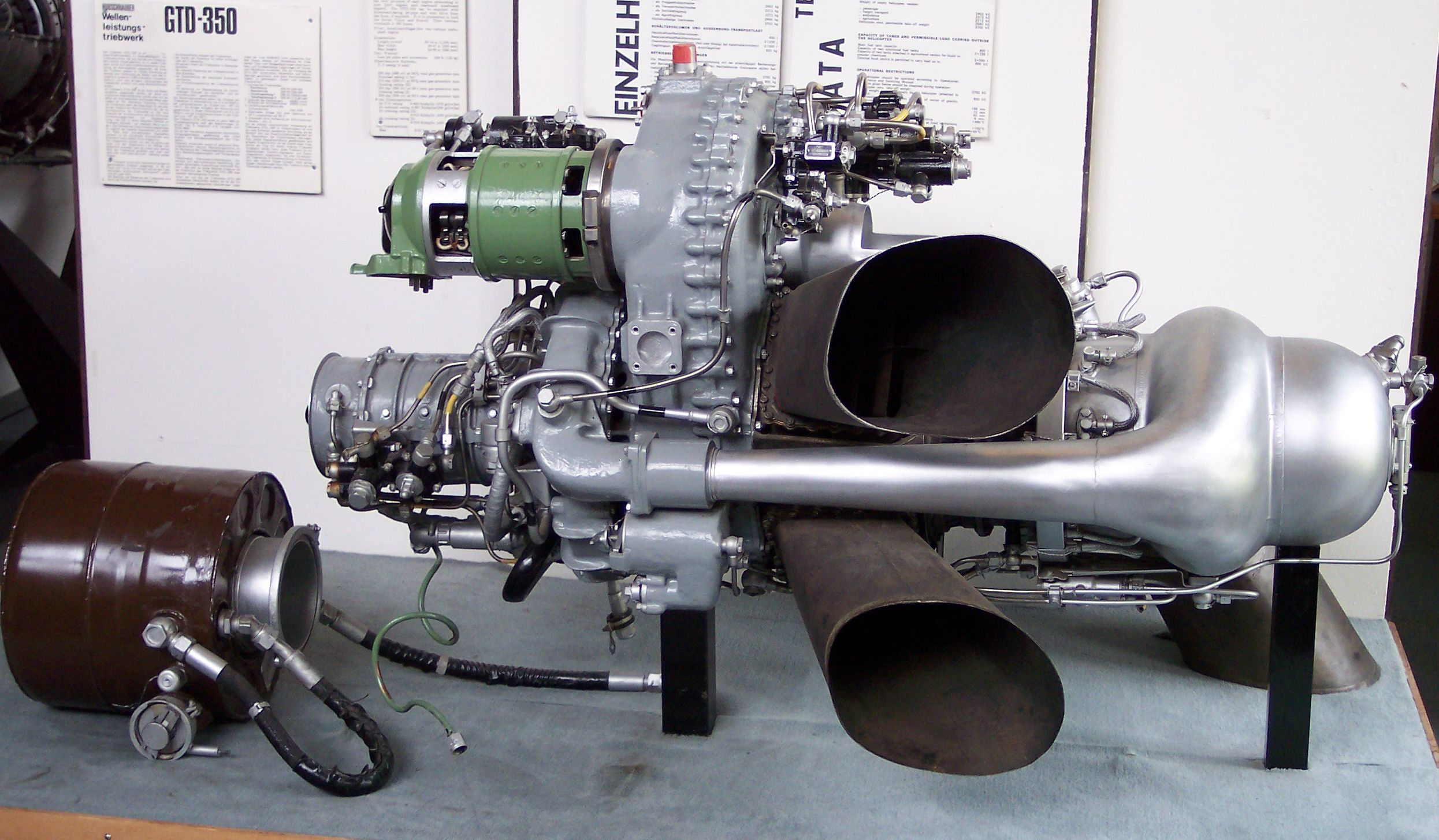
Klimow / Isotow GTD-350 (motor turboeje)

El Mi-2 fue fabricado en exclusiva en Polonia, en la fábrica de WSK "PZL-Świdnik" situada en la localidad de Świdnik.[2] La producción finalizó en el año 1985 después de haberse fabricado más de 7200 unidades. 
El primer helicóptero producido en la Unión Soviética fue el Mil Mi-1, basado en los diseños del Sikorsky S-51 y el Bristol Sycamore, y fue volado por la oficina de Mikhail Mil en septiembre de 1948. Durante la década de 1950 se hizo evidente, y fue confirmado por los desarrollos estadounidenses y franceses, que el rendimiento de los helicópteros podrían mejorar en gran medida con los motores de reacción. SP Isotov desarrolló el motor GTD-350 y Mil utilizó dos de estos en el Mi-2.
Después del desarrollo inicial en la oficina de Mil (designación soviética V-2), este fue trasladado a Polonia en 1964. Desde el primer vuelo del prototipo de WSK-Świdnik se han entregado cientos de Mi-2, una tercera parte de ellos a clientes militares. También se desarrolló una versión denominada Mi-2M, contaba con palas de rotor de plástico y un fuselaje más ancho que le daba capacidad para diez pasajeros en lugar de ocho, sin embargo, las configuraciones más habituales de este helicóptero son la de ambulancia aérea (4 camillas), y con el dispositivo de aerospraying o cropdusting. En Polonia también se han desarrollado diversas variantes especializadas para uso militar, principalmente para reconocimiento con un cañón automático de 23 mm, ametralladoras y/o dos PODS de cohetes de 57 mm, cuatro misiles antitanque 9K11 Malyutka o antiaéreos Strela-2.

## Historia operativa
Fue introducido en el inventario de la Fuerza Aérea Soviética en 1965. El Mi-2 es utilizado principalmente por países perteneciente a la extinta Unión Soviética o del Bloque del Este, a pesar de que posteriormente fue utilizado por Alemania, México y Birmania.

## Variantes

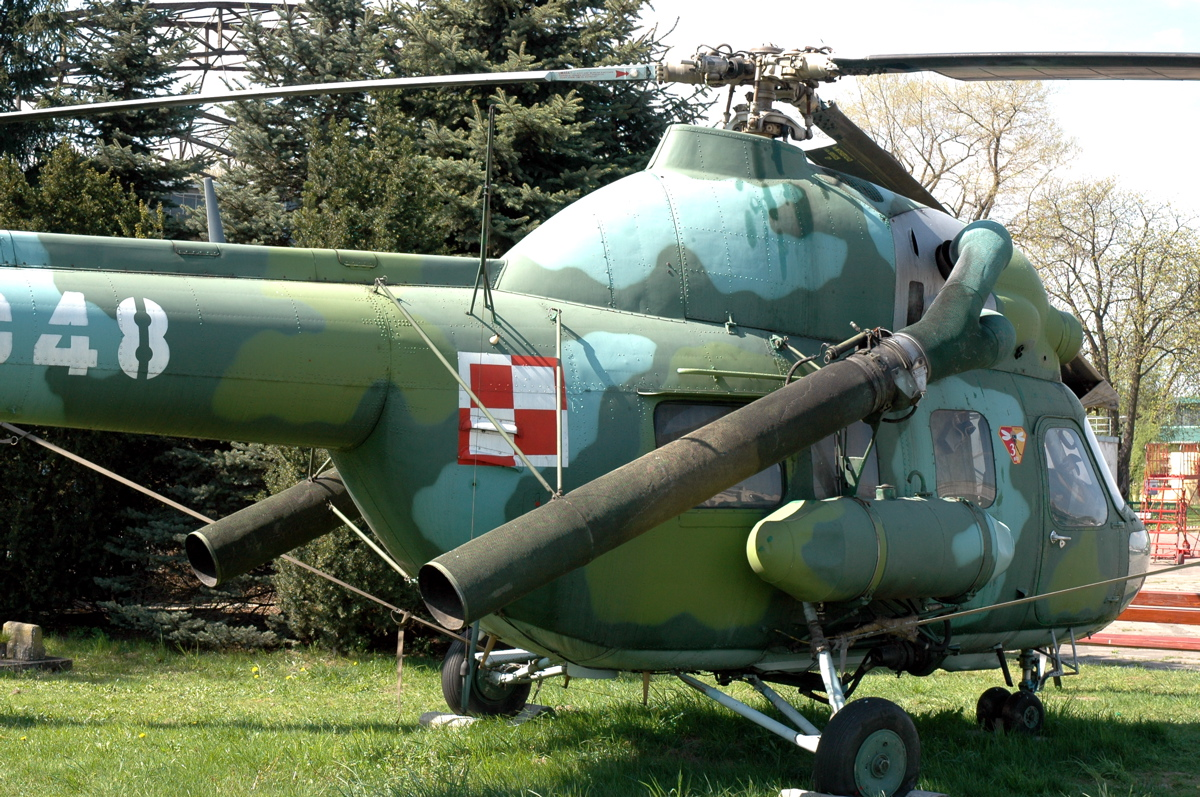
Mi-2Ch (Museo Polaco de Aviación)

Mi-2 Platan
Mi-2A
Mi-2Ch Chekla
Mi-2D Przetacznik

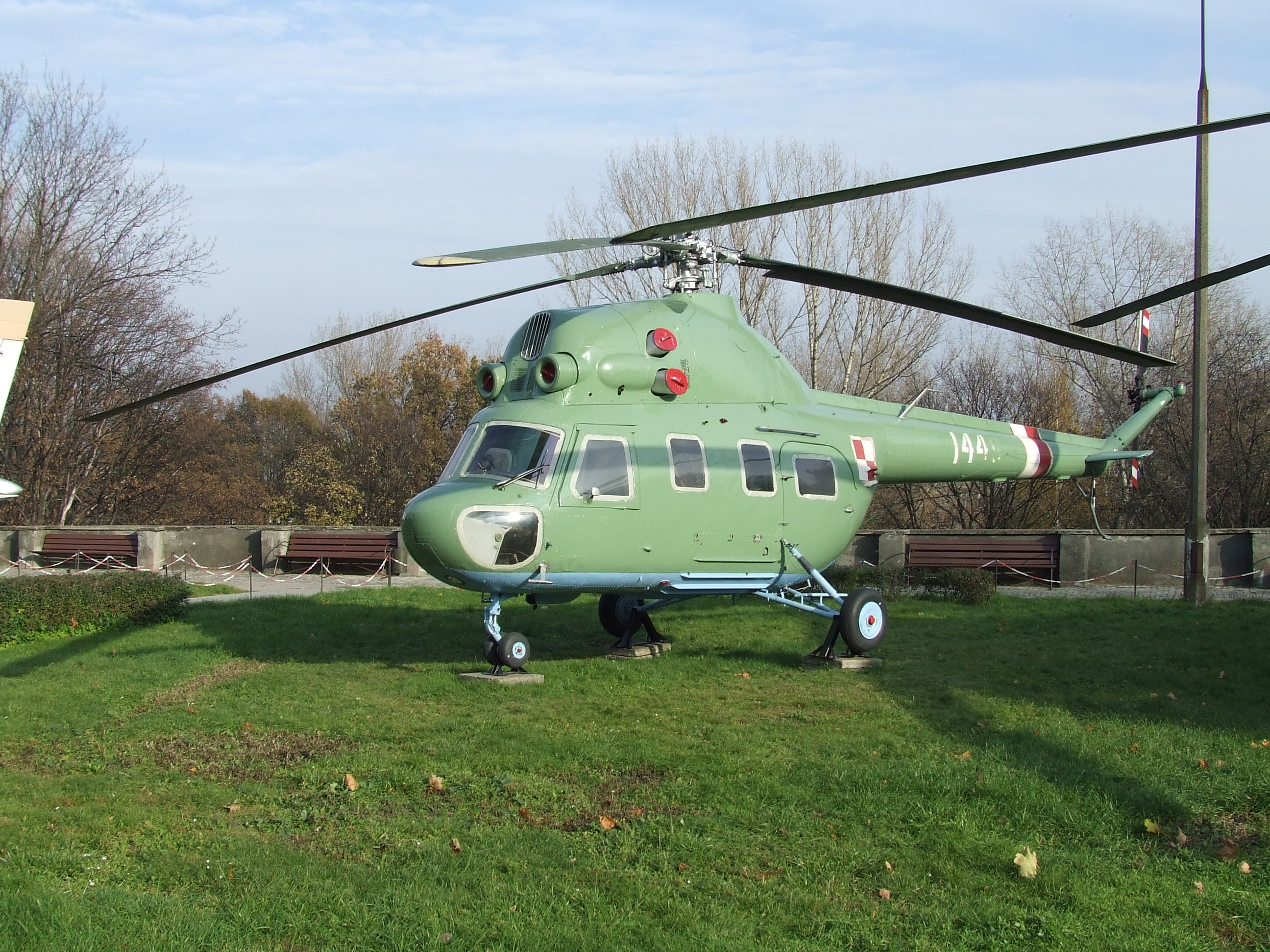
Mi-2P
Mi-2RL
Mi-2RM
Mi-2Ro
Mi-2RS Padalec
Mi-2S
Mi-2T
Mi-2URN Żmija
Mi-2URP Salamandra
Mi-2URPG Gniewosz
Mi-2URP con cuatro misiles Strela-2 adicionales y una ametralladora de 7,62 mm opcional montada en la puerta.
Mi-2 Plus

## Operadores
- Afganistán
- Albania
- Argelia
- Armenia
- Azerbaiyán
- Bulgaria
- Cuba
- República Checa
- Checoslovaquia
- Yibuti
- Estonia
- Etiopía
- Camboya
- Georgia
- República Democrática Alemana
- Alemania
- Ghana
- Hungría
- Indonesia
- Irak
- Letonia
- Lesoto
- Libia
- Lituania
- México Retirado
- Birmania
- Nicaragua
- Corea del Norte
- Polonia

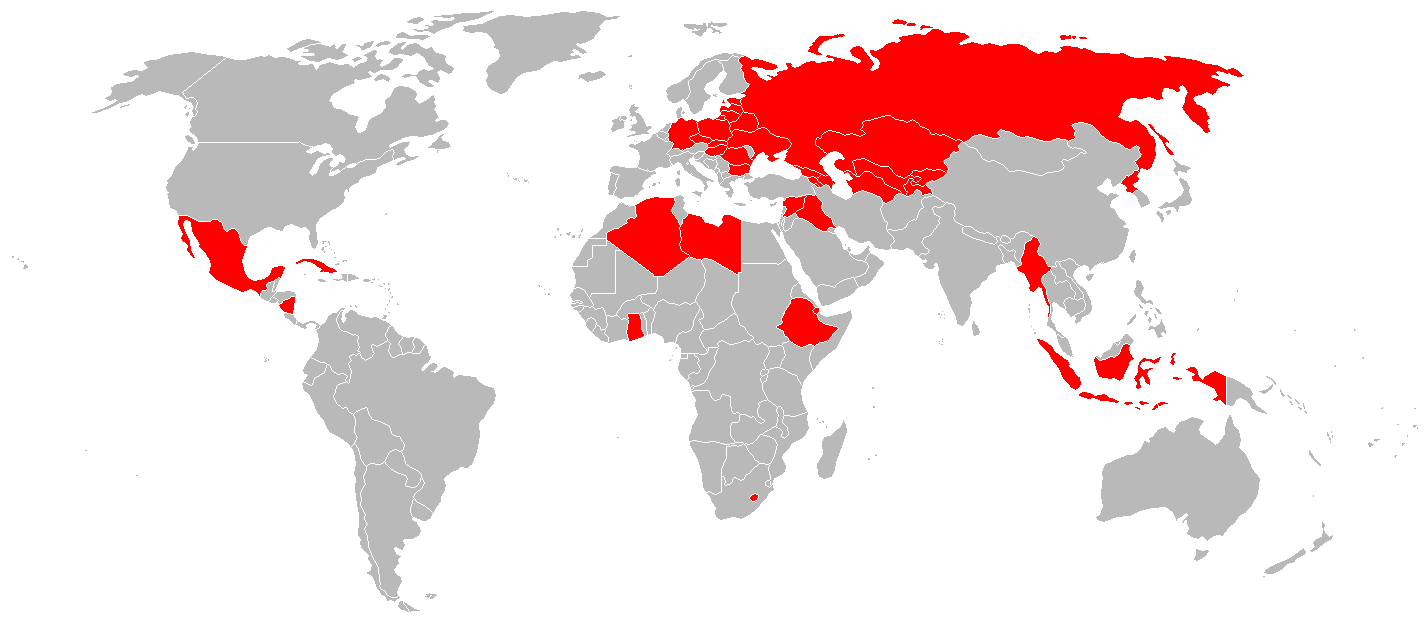
Países usuarios del Mil Mi-2.

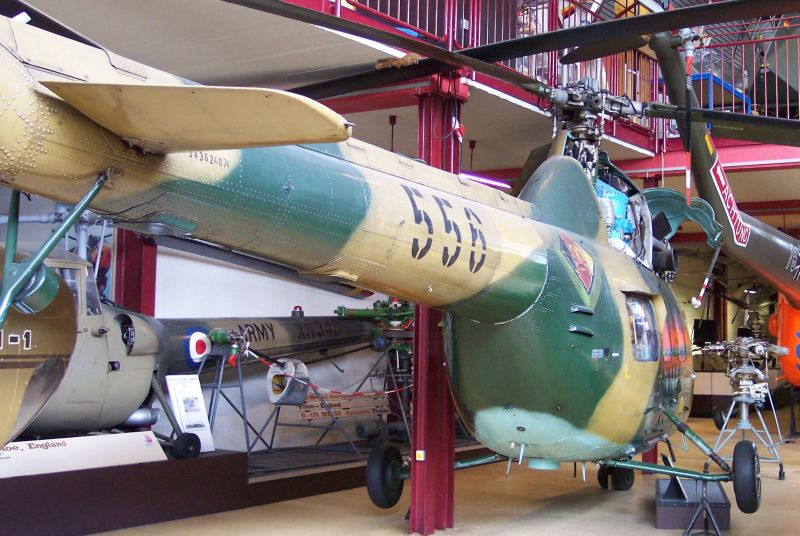
Ex-Fuerza Aérea de la Alemania Oriental Mi-2

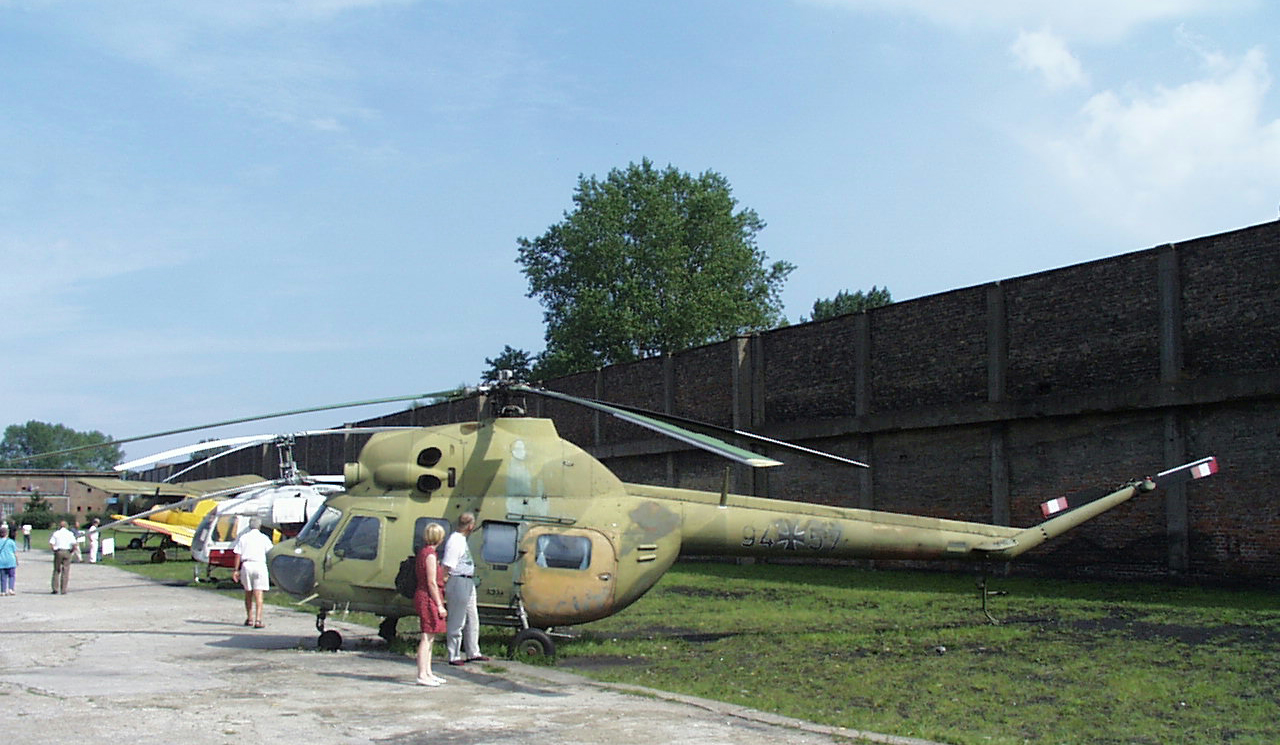
Ex-Luftwaffe Mi-2

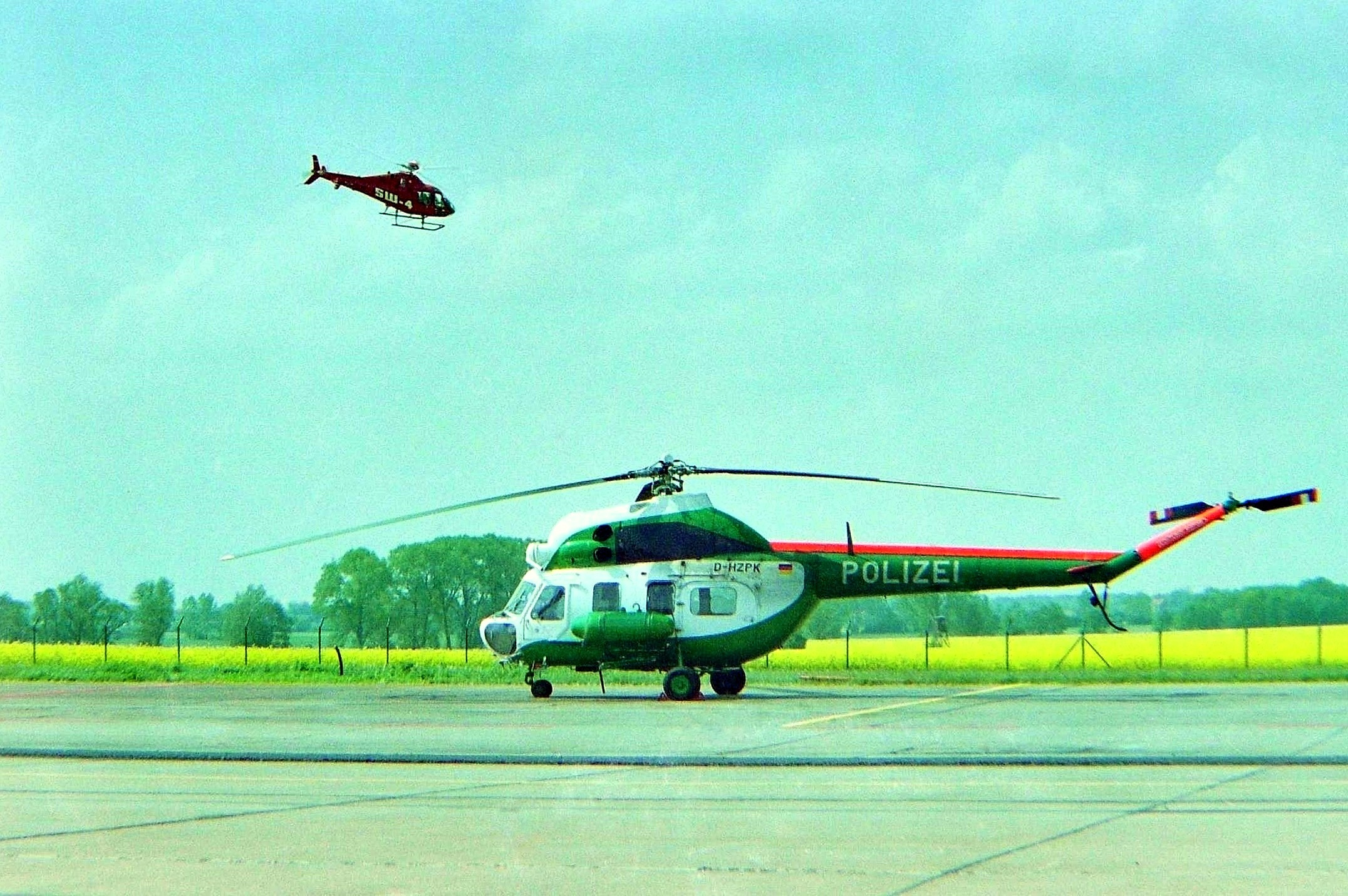
Policía, aeropuerto Berlín (2002)

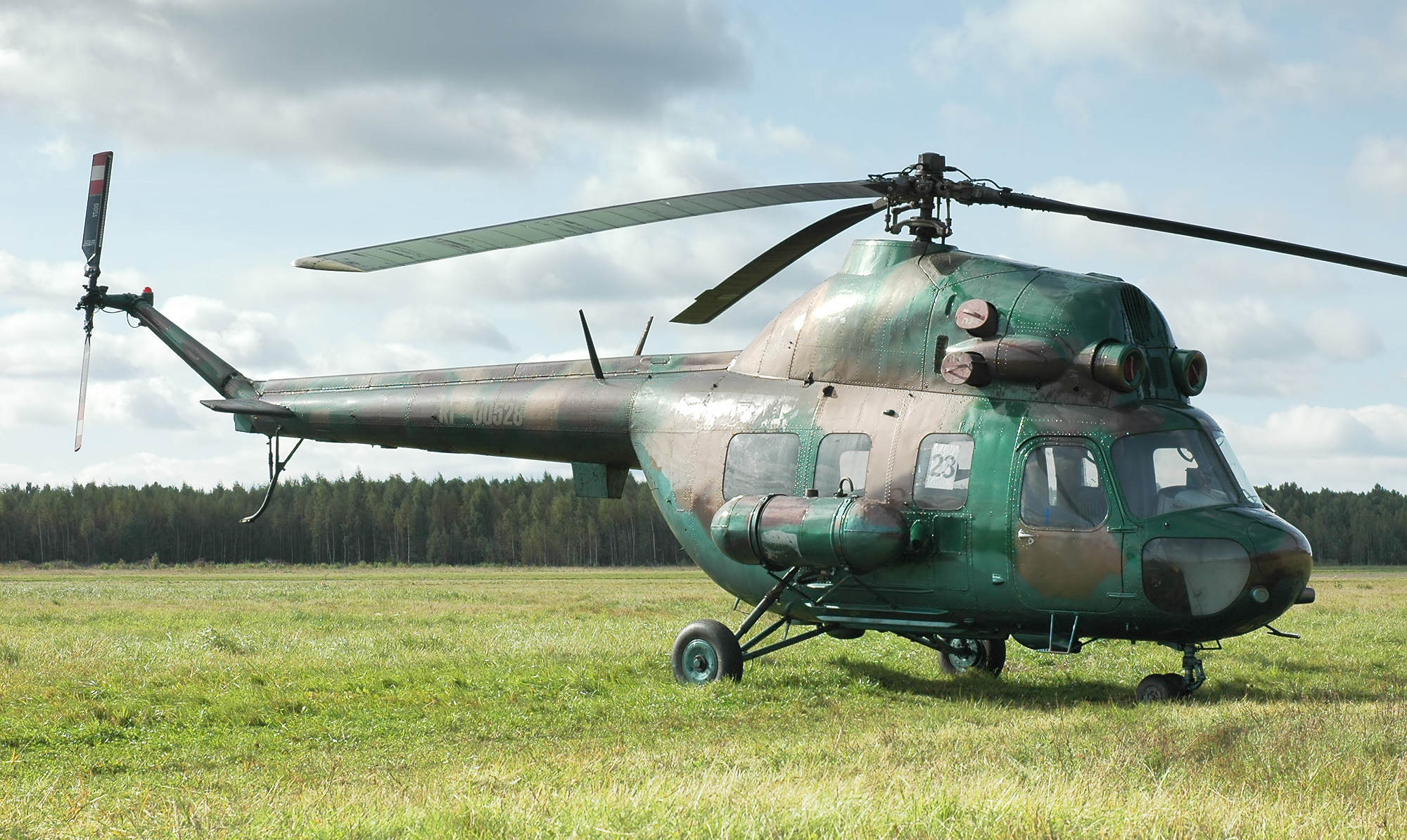
Mi-2 en Borki, Rusia

- Perú: Actualmente fuera de servicio.
- Rusia
- Eslovaquia
- Unión Soviética
- Siria
- Ucrania
- Yugoslavia

## Especificaciones (Mi-2T)

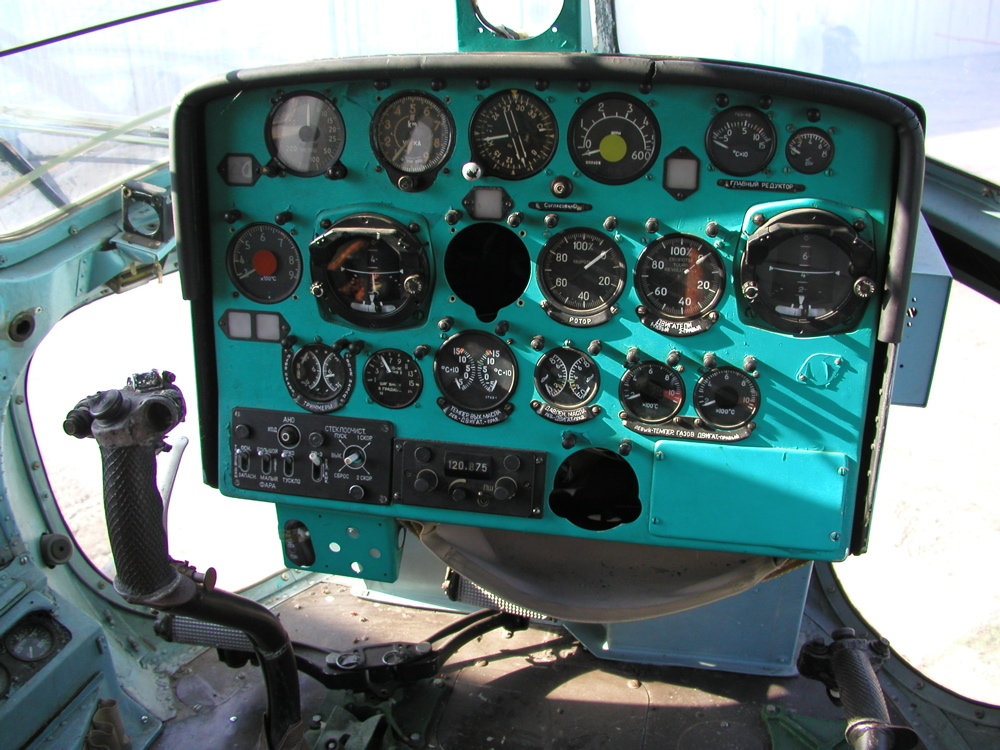
Cabina del Mi-2 exhibida en el Museo de Aviacón, Košice, Eslovaquia

Referencia datos: Jane's All The World's Aircraft 1982–83

### Características generales
- Tripulación: Uno
- Capacidad: 8 pasajeros o una carga de 700 kg u 800 kg externa
- Longitud: 11,40 m
- Diámetro rotor principal: 14,50 m
- Altura: 3,75 m
- Área circular: 165,13 m²
- Peso vacío: 2372 kg
- Peso cargado: 3550 kg
- Peso máximo al despegue: 3700 kg
- Planta motriz: 1× turboeje PZL GTD-350P.
  - Potencia: 298 kW (400 shp)

### Rendimiento
- Velocidad nunca excedida (Vne): 200 km/h
- Velocidad crucero (Vc): 205 km/h
- Alcance: 440 km
- Techo de vuelo: 4000 m
- Régimen de ascenso: 4,5 m/s